# Oscar Héctor Quintabani
Oscar Héctor Quintabani (Buenos Aires, Argentina, 4 de junio de 1950) es un exfutbolista y entrenador argentino, nacionalizado colombiano. Actualmente es agente libre.

## Futbolista

### River y Argentinos Jrs
Como futbolista estuvo entre los años 1970 y 1973 en el River Plate en su categoría profesional alternando entre tercer y segundo arquero aunque no pudo jugar ningún minuto, estuvo en más de 30 partidos en el banco de suplentes en partidos oficiales del equipo profesional, entre ellos destacan los de la Copa Libertadores de América de 1973. Luego, en 1974 paso a Argentinos Juniors donde logró debutar y jugar por dos temporadas disputando 50 partidos.
Como anécdota, Quintabani fue compañero de Diego Maradona y el día del debut del pelusa estuvieron los dos presentes desde la banca de suplentes.

### Etapa en Colombia
Para 1977 se radicó permanentemente en Colombia, en el país cafetero jugó para el Once Caldas, Deportes Tolima y Deportivo Pereira en donde se retiró en 1985 con 35 años de edad, tras permanecer activo durante 15 temporadas contando su paso por su natal Argentina.
Valga destacar que en la temporada 1980 tras la marcha del entrenador uruguayo José María Rodríguez, el Senador Camargo, entonces dueño del Deportes Tolima, le dio la oportunidad a Quintabani de ser jugador y entrenador en algunos partidos hasta que fue contratado su compatriota Manuel Rosendo Magan.

## Entrenador
En 1990 el Deportivo Pereira lo contrató, se mantuvo en ese trabajo alrededor de 2 años, hasta 1992. Pero la dirigencia colombiana pensó que no era grato dejar ir a un amigo de la casa, así que le entregó el puesto de Coordinador General de las Divisiones Inferiores del Deportivo Pereira. Tres años después, ya en el 1995 y tras la destitución del director técnico en ese momento, vuelven a recurrir al argentino para que se haga cargo del fútbol máximo del club.
En 1997 siguió en la zona cafetera colombiana y por eso mismo el 6 de abril aceptó la oferta de dirigir al Deportes Quindío, donde consiguió llevar al equipo de la ciudad de Armenia a disputar la Copa Conmebol de 1998, antes en empezar la temporada Quintabani se marcharía del equipo.
En marzo de 1998, es contratado por la Cortuluá tras la marcha de Alberto Suárez. Luchando frente a todas las estadísticas y apuestas mediáticas, sumándole el bajo presupuesto que posee el club, su paso por allí fue excelente. Estuvo 4 años, desde 1998 hasta 2002. Luego de la participación en la Copa Libertadores de América del 2002, el Deportivo Cali puso sus ojos en Quintabani para llevar al club a lo más alto. Su máximo logro en el equipo "verde", fue el haber participado en la Copa Libertadores de América 2003. Tras irse del Deportivo Cali es contratado por el Deportivo Quito de Ecuador donde cumple una campaña de mitad de tabla en las temporadas 2004 y 2005.
En 2006, es contratado por el Deportivo Pasto de Colombia en su vuelta a dicho país, donde dirigió más de 400 partidos oficiales. "Quiero que el Deportivo Pasto sea un equipo competitivo, de nivel importante en el torneo, con posibilidades de lograr los mejores resultados con base en el trabajo que se realice durante este tiempo. Mi lema es el de no tener limitantes y, como todos los técnicos de los demás equipos, yo también quiero estar en la final ".
Estuvo en la final logró el Torneo Apertura 2006 por encima de su antiguo club, el Deportivo Cali. Allí tuvo jugadores sobresalientes como Carlos Villagra, Centurión y Jorge Vidal, sin embargo, por razones económicas y al darse cuenta de los pocos beneficios recibidos por los jugadores, decidió retirarse del cargo.
Luego de una mala actuación de Carlos Navarrete en el Atlético Nacional, Quintabani llegó para sustituirlo con la ilusión de salir nuevamente campeón en el segundo semestre del año 2006. Pero, el Deportes Tolima de Jorge Luis Bernal se le cruzó en su camino por los Cuadrangulares e hizo quedar con las ganas a miles de fanáticos verdolagas. Para el inicio del 2007, recibió los mejores jugadores del país, sumando al capitán ecuatoriano mundialista Iván Hurtado a jugadores de trascendencia histórica en el balompié colombiano como Jairo Patiño, Aldo Leao Ramírez, Víctor Hugo Aristizábal y Sergio Galván.
No pudo obtener el primer lugar del Torneo en la Fase Regular, pero con dos partidos buenos contra el Deportivo Cali en los Cuadrangulares Semifinales se situó en Final del Fútbol Colombiano, al conquistar el lugar de vanguardia en el Grupo B por una victoria heroica en Tunja sobre el Boyacá Chicó. Con Atlético Nacional de Colombia fue Campeón en dos ocasiones durante las dos versiones del torneo Colombiano del 2007.
En el segundo semestre de 2008 es contratado por Millonarios donde firmó contrato para vincularse como director técnico durante un año y medio, luego de haber renunciado al Atlético Nacional, cuadro con el cual fue bicampeón del fútbol colombiano en 2007. A pocas fechas de la finalización del Torneo Apertura 2009 renunció a su cargo en Millonarios luego de quedar sin opciones de clasificar a los cuadrangulares semifinales. Pocos días después es confirmado como el nuevo entrenador del Deportivo Pereira.
En el Deportivo Pereira dirigió todo el Torneo Finalización 2009, clasificándolo a los cuadrangulares semifinales y durante los mismos, se encargó de salvarlo del descenso al ganar la serie de promoción al Atlético Bucaramanga. En el 2010, dirigió todos los partidos del Torneo Apertura a pesar de su renuncia presentada varias fechas antes del final.
Para el 2011, Quintabani fue designado como técnico del Junior de Barranquilla.
El lunes 23 de mayo fue oficializada su salida del Junior por los resultados obtenidos en la Liga Postobon. En la Copa Libertadores de 2011 logra pasar de primero en la fase de grupos a la siguiente Fase. En octavos de final se enfrenta a Jaguares de Chiapas (México). Luego de empatar en ambos partidos de ida y vuelta, Junior es eliminado en esta Fase porque Jaguares tuvo mejor cantidad de goles a favor como visitante.
El 19 de marzo de 2012 es nombrado como nuevo técnico del Cúcuta Deportivo en reemplazo de su compatriota Juan Carlos "El Nene" Díaz quien decidió dar un paso al costado debido a los malos resultados.
El 3 de noviembre de 2012 Quintabani da un paso al costado Cúcuta Deportivo argumentando diferencias por motivos de logística con el presidente del equipo Diego Mora, una situación muy compleja para el equipo pues el Cúcuta en ese momento estaba disputando un lugar en la promoción con el Real Cartagena y la lucha por entrar a los cuadrangulares semifinales del Torneo Finalización 2012. Sin embargo, el equipo logró salvarse del descenso directo en el duelo de promoción ante el América de Cali.
En septiembre de 2014, Quintabani es llamado para dirigir a Águilas Doradas de Pereira luego de 5 derrotas consecutivas en la Liga Postobón II-2014 bajo la batuta de Jorge Luis Bernal, torneo en el que precisamente dicho club se estrenaba en el Estadio Hernán Ramírez Villegas como nueva sede luego de ser trasladado de la ciudad de Itagüí a la de Pereira por un altercado con la alcaldía.
Tras un buen remate del año con Águilas Doradas de Pereira, clasificando a las semifinales del Tornes confirmado como nuevo entrenador del Deportivo Pasto para la temporada del año 2015 siendo este el segundo ciclo del entrenador argentino con el elenco del sur de Colombia.
En marzo de 2015, Quintabani renunció del Deportivo Pasto debido a los bajos resultados obtenidos por el equipo en las primeras 11 fechas del campeonato colombiano. El 7 de abril de 2015 Quintabani regresó a las Águilas Doradas luego de su paso por el Deportivo Pasto.
Quintabani dirigió a las Águilas Doradas por segunda ocasión, ya había dirigido a este mismo equipo en el 2014 clasificándolo a los cuadrangulares semifinales de la Liga Postobón II-2014. Obteniendo un cupo para participar en la Copa Suramericana del 2015.
Quintabani en la Primera Fase de la Copa Suramericana derrota al (Club Unión Comercio de Perú) y  en la Segunda Fase es derrotado por el (Club Olimpia de Paraguay). Terminada esta fase, el 28 de septiembre de 2015,da un paso al costado y Águilas Doradas trajo a Néstor Otero como el nuevo entrenador de Águilas Doradas, siendo el reemplazo de este.
El 9 de febrero de 2017, Quintabani es contratado por el Deportes Tolima, luego de la sorpresiva ida de Gregorio Pérez del banco pijao por diferencias con el presidente y dueño del equipo, Gabriel Camargo Salamanca. No logró los resultados esperados con el equipo pijao dejando un balance negativo dejando al equipo en el puesto 17 con apenas 20 puntos y no logró clasificar a la segunda fase de la Copa Sudamericana tras quedar eliminado ante el Club Bolívar de Bolivia, lo cual llevó a su despido al término del Torneo Apertura.
El 6 de diciembre de 2019 es oficializado como nuevo técnico del Deportes Quindío para la Temporada 2020, siendo su segunda etapa en el equipo cuyabro, pues ya lo había dirigido en la Temporada 1996/97 donde logró una buena campaña donde casi lo mete a la final del campeonato. Logró el ascenso del equipo en 2021, pero solo duró una temporada en Primera. En el equipo cuyabro permaneció hasta octubre de 2023.

## Clubes

### Como jugador
| Club                | País                | Año                 | Partidos |
| ------------------- | ------------------- | ------------------- | -------- |
| River Plate         | Argentina           | 1970-1973           | 0        |
| Argentinos Juniors  | Argentina           | 1974-1976           | 50       |
| Once Caldas         | Colombia            | 1977-1979           | 45       |
| Deportes Tolima     | Colombia            | 1980-1981           | 85       |
| Deportivo Pereira   | Colombia            | 1981-1985           | 157      |
| Total en su Carrera | Total en su Carrera | Total en su Carrera | 337      |

### Como formador
| Club              | País     | Año       |
| ----------------- | -------- | --------- |
| Deportivo Pereira | Colombia | 1993-1994 |

### Como entrenador
- Nota: No se encuentraron datos con claridad en las temporadas:
  - Deportivo Pereira: 1990-1992, 1995-96.

| Equipo                        | Div.                          | Torneo                        | Partidos | Partidos | Partidos | Partidos |
| Equipo                        | Div.                          | Torneo                        | PJ       | PG       | PE       | PP       |
| ----------------------------- | ----------------------------- | ----------------------------- | -------- | -------- | -------- | -------- |
| Deportes Quindío Colombia     |                               |                               |          |          |          |          |
| 1.ª                           | Finalización 1997             | 5                             | 4        | 0        | 1        |          |
| 1.ª                           | Adecuación 1997               | 30                            | 12       | 9        | 9        |          |
| Total club                    | Total club                    | 35                            | 16       | 9        | 10       |          |
| Cortuluá Colombia             |                               |                               |          |          |          |          |
| 1.ª                           | Campeonato colombiano 1998    | 43                            | 13       | 15       | 15       |          |
| 1.ª                           | Campeonato colombiano 1999    | 50                            | 20       | 17       | 13       |          |
| 1.ª                           | Campeonato colombiano 2000    | 44                            | 12       | 15       | 17       |          |
| 1.ª                           | Campeonato colombiano 2001    | 50                            | 20       | 15       | 15       |          |
| 1.ª                           | Apertura 2002                 | 22                            | 5        | 6        | 11       |          |
| 1.ª                           | Copa Libertadores 2002        | 6                             | 1        | 0        | 5        |          |
| Total club                    | Total club                    | 215                           | 71       | 68       | 76       |          |
| Deportivo Cali Colombia       |                               |                               |          |          |          |          |
| 1.ª                           | Finalización 2002             | 28                            | 17       | 6        | 5        |          |
| 1.ª                           | Apertura 2003                 | 24                            | 11       | 6        | 7        |          |
| 1.ª                           | Copa Libertadores 2003        | 8                             | 4        | 2        | 2        |          |
| Total club                    | Total club                    | 60                            | 32       | 14       | 14       |          |
| Deportivo Quito Ecuador       |                               |                               |          |          |          |          |
| 1.ª                           | Primera etapa 2004            | 3                             | 1        | 1        | 1        |          |
| 1.ª                           | Segunda etapa 2004            | 18                            | 8        | 6        | 4        |          |
| 1.ª                           | Torneo Apertura 2005          | 12                            | 5        | 2        | 5        |          |
| Total club                    | Total club                    | 33                            | 14       | 9        | 10       |          |
| Deportivo Pasto Colombia      |                               |                               |          |          |          |          |
| 1.ª                           | Apertura 2006                 | 26                            | 12       | 8        | 6        |          |
| 1.ª                           | Finalización 2006             | 3                             | 1        | 0        | 2        |          |
| Total club                    | Total club                    | 29                            | 13       | 8        | 8        |          |
| Atlético Nacional · Colombia  |                               |                               |          |          |          |          |
| 1.ª                           | Finalización 2006             | 20                            | 9        | 6        | 5        |          |
| 1.ª                           | Apertura 2007                 | 26                            | 15       | 6        | 5        |          |
| 1.ª                           | Finalización 2007             | 26                            | 15       | 8        | 3        |          |
| 1.ª                           | Copa Sudamericana 2007        | 4                             | 2        | 1        | 1        |          |
| 1.ª                           | Apertura 2008                 | 18                            | 7        | 1        | 10       |          |
| 1.ª                           | Copa Colombia 2008            | 5                             | 4        | 1        | 0        |          |
| 1.ª                           | Copa Libertadores 2008        | 8                             | 2        | 2        | 4        |          |
| Total club                    | Total club                    | 107                           | 54       | 25       | 28       |          |
| Millonarios Colombia          |                               |                               |          |          |          |          |
| 1.ª                           | Finalización 2008             | 18                            | 8        | 4        | 6        |          |
| 1.ª                           | Copa Colombia 2008            | 4                             | 1        | 0        | 3        |          |
| 1.ª                           | Apertura 2009                 | 14                            | 2        | 6        | 6        |          |
| 1.ª                           | Copa Colombia 2009            | 3                             | 2        | 1        | 0        |          |
| Total club                    | Total club                    | 39                            | 13       | 11       | 15       |          |
| Deportivo Pereira Colombia    |                               |                               |          |          |          |          |
| 1.ª                           | Finalización 2009             | 24                            | 8        | 10       | 6        |          |
| 1.ª                           | Copa Colombia 2009            | 5                             | 3        | 2        | 0        |          |
| 1.ª                           | Apertura 2010                 | 18                            | 4        | 6        | 8        |          |
| 1.ª                           | Copa Colombia 2010            | 6                             | 3        | 2        | 1        |          |
| Total club                    | Total club                    | 53                            | 18       | 20       | 15       |          |
| Junior Colombia               |                               |                               |          |          |          |          |
| 1.ª                           | Apertura 2011                 | 18                            | 5        | 4        | 9        |          |
| 1.ª                           | Copa Colombia 2011            | 6                             | 2        | 3        | 1        |          |
| 1.ª                           | Copa Libertadores 2011        | 8                             | 4        | 3        | 1        |          |
| Total club                    | Total club                    | 32                            | 11       | 10       | 11       |          |
| Cúcuta Deportivo Colombia     |                               |                               |          |          |          |          |
| 1.ª                           | Apertura 2012                 | 10                            | 1        | 1        | 8        |          |
| 1.ª                           | Copa Colombia 2012            | 7                             | 3        | 3        | 1        |          |
| 1.ª                           | Finalización 2012             | 17                            | 6        | 6        | 5        |          |
| Total club                    | Total club                    | 34                            | 10       | 10       | 14       |          |
| Águilas Doradas Colombia      |                               |                               |          |          |          |          |
| 1.ª                           | Finalización 2014             | 11                            | 5        | 3        | 3        |          |
| Total club                    | Total club                    | 11                            | 5        | 3        | 3        |          |
| Deportivo Pasto Colombia      |                               |                               |          |          |          |          |
| 1.ª                           | Apertura 2015                 | 12                            | 1        | 2        | 9        |          |
| 1.ª                           | Copa Colombia 2015            | 3                             | 2        | 1        | 0        |          |
| Total club                    | Total club                    | 15                            | 3        | 3        | 9        |          |
| Total Deportivo Pasto         | Total Deportivo Pasto         | Total Deportivo Pasto         | 44       | 16       | 11       | 17       |
| Águilas Doradas Colombia      |                               |                               |          |          |          |          |
| 1.ª                           | Apertura 2015                 | 7                             | 5        | 1        | 1        |          |
| 1.ª                           | Finalización 2015             | 14                            | 2        | 7        | 5        |          |
| 1.ª                           | Copa Colombia 2015            | 2                             | 0        | 2        | 0        |          |
| 1.ª                           | Copa Sudamericana 2015        | 4                             | 1        | 2        | 1        |          |
| Total club                    | Total club                    | 27                            | 8        | 12       | 7        |          |
| Total Águilas Doradas         | Total Águilas Doradas         | Total Águilas Doradas         | 38       | 13       | 15       | 10       |
| Deportes Tolima Colombia      |                               |                               |          |          |          |          |
| 1.ª                           | Apertura 2017                 | 18                            | 4        | 5        | 9        |          |
| 1.ª                           | Copa Colombia 2017            | 6                             | 3        | 1        | 2        |          |
| 1.ª                           | Copa Sudamericana 2017        | 2                             | 1        | 0        | 1        |          |
| Total club                    | Total club                    | 26                            | 8        | 6        | 12       |          |
| Deportes Quindío Colombia     |                               |                               |          |          |          |          |
| 2.ª                           | Apertura 2020                 | 23                            | 11       | 8        | 4        |          |
| 2.ª                           | Copa Colombia 2020            | 9                             | 6        | 1        | 2        |          |
| 2.ª                           | Apertura 2021                 | 23                            | 11       | 9        | 3        |          |
| 2.ª                           | Copa Colombia 2021            | 2                             | 0        | 1        | 1        |          |
| 1.ª                           | Finalización 2021             | 20                            | 6        | 4        | 10       |          |
| 2.ª                           | Apertura 2022                 | 18                            | 8        | 9        | 1        |          |
| 2.ª                           | Copa Colombia 2022            | 6                             | 2        | 2        | 2        |          |
| 2.ª                           | Apertura 2023                 | 22                            | 8        | 7        | 7        |          |
| 2.ª                           | Finalización 2023             | 16                            | 4        | 6        | 6        |          |
| 2.ª                           | Copa Colombia 2023            | 2                             | 0        | 1        | 1        |          |
| Total club                    | Total club                    | 101                           | 44       | 34       | 23       |          |
| Total Deportes Quindío        | Total Deportes Quindío        | Total Deportes Quindío        | 136      | 60       | 43       | 33       |
| Consolidado total (1997-2022) | Consolidado total (1997-2022) | Consolidado total (1997-2022) | 817      | 320      | 242      | 255      |

## Palmarés

### Como entrenador
| Título              | Club              | País     | Año                      |
| ------------------- | ----------------- | -------- | ------------------------ |
| Categoría Primera A | Deportivo Pasto   | Colombia | Torneo Apertura 2006     |
| Categoría Primera A | Atlético Nacional | Colombia | Torneo Apertura 2007     |
| Categoría Primera A | Atlético Nacional | Colombia | Torneo Finalización 2007 |
| Categoría Primera B | Deportes Quindío  | Colombia | Primera B 2021-I         |